# فواز الاحمد
فواز الاحمد (انگلیسی: Fawaz Al-Ahmad؛ زادهٔ ۹ نوامبر ۱۹۶۹) بازیکن فوتبال اهل کویت است.
از باشگاه‌هایی که در آن بازی کرده‌است می‌توان باشگاه ورزشی کاظمه کویت اشاره کرد.
وی به همراه تیم ملی فوتبال کویت در بازی‌های المپیک تابستانی ۱۹۹۲ شرکت کرده است.